# Variovorax paradoxus
Variovorax paradoxus es una bacteria gramnegativa del género Variovorax. Fue descrita en el año 1991, es la especie tipo. Su etimología hace referencia a paradoja. Anteriormente conocida como Alcaligenes paradoxus, que se describió en el año 1969. Es aerobia y móvil por flagelación perítrica. Tiene un tamaño de 0,5-0,6 μm de ancho por 1,2-3 μm de largo, y puede crecer de forma individual o en parejas. Forma colonias amarillas. Temperatura óptima de crecimiento de 30 °C. Catalasa y oxidasa positivas. Se ha aislado de suelos. 